# Movimientos separatistas en China

Extensión territorial máxima de la dinastía Qing de China, año 1820.

Los movimientos separatistas en China se refiere a varios movimientos secesionistas en la República Popular China.

## Base legal

### República Popular China

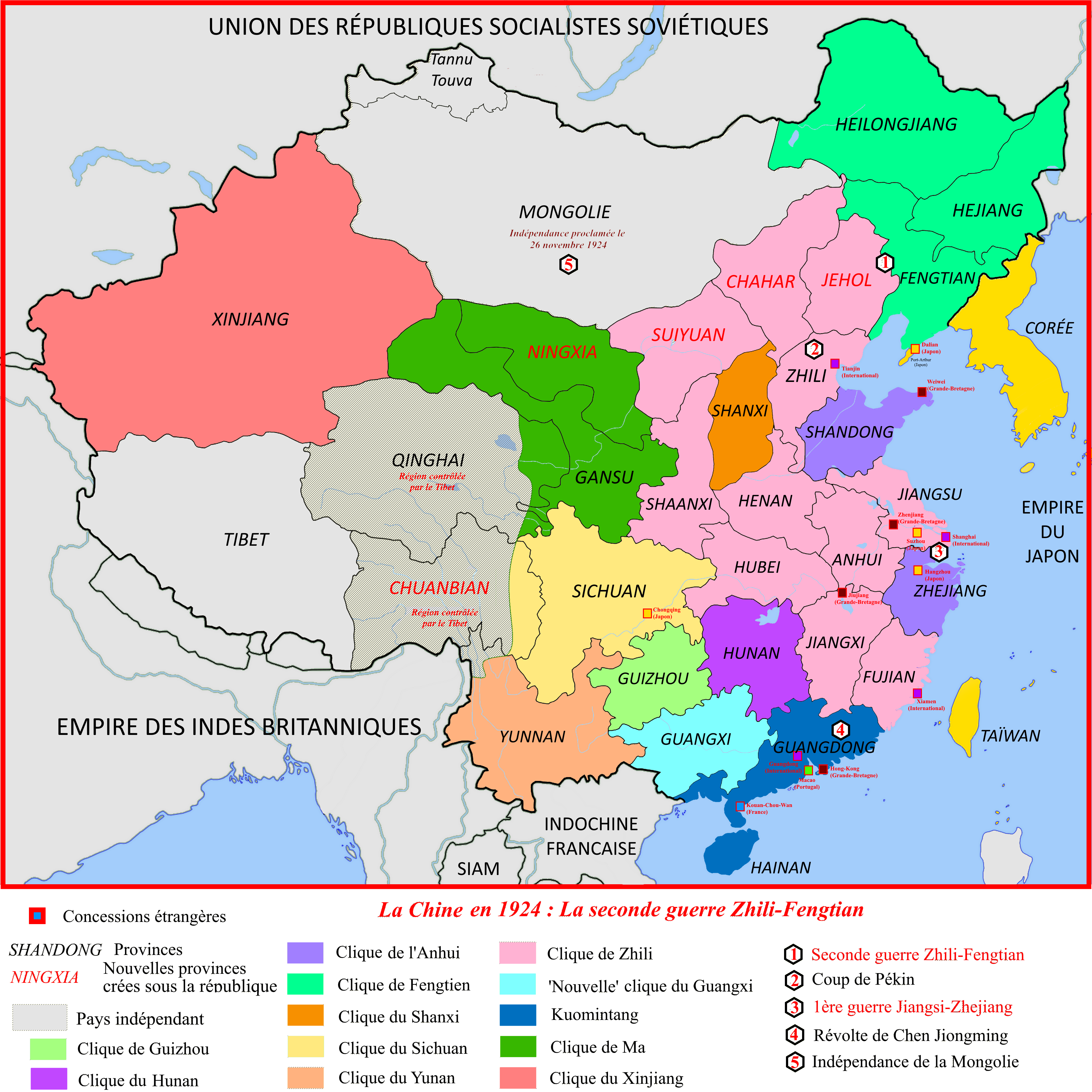
Era de los señores de la guerra, 1924.

La constitución de 1931 del Partido Comunista de China aceptó la secesión como legal con el artículo 14 que dice: “El gobierno soviético de China reconoce el derecho a la autodeterminación de las minorías nacionales en China, su derecho a la separación completa de China y a la formación de un Estado independiente para cada minoría nacional". Sin embargo, el cambio del PCCh de un grupo revolucionario al poder estatal dominante en 1949 llevó a que este lenguaje quedara fuera de las constituciones posteriores y cualquier posibilidad legal de secesión desapareciera de la ley china.

## Lista de movimientos separatistas en la República Popular China
| Región                         | Situación política actual dentro de la República Popular China | Capital de la región | Área (km²) de la región | Población total de la región | Movimiento independentista principal                   | Principal grupo étnico que busca la independencia                  | Población de etnia independentista                  |
| ------------------------------ | -------------------------------------------------------------- | -------------------- | ----------------------- | ---------------------------- | ------------------------------------------------------ | ------------------------------------------------------------------ | --------------------------------------------------- |
| Turquestán Oriental (Sinkiang) | Región autónoma uigur de Sinkiang                              | Ürümqi               | 1.664.897               | 24.870.000                   | Movimiento por la Independencia de Turquestán Oriental | Etnia uigur                                                        | 12.123.000 (en China) or ~13.500.000 (globalmente)  |
| Hong Kong                      | Región administrativa especial                                 | Hong Kong            | 2.755                   | 7.500.700                    | Movimiento independentista Hongkonés                   | Hongkoneses (cualquier residente de Hong Kong; mayoría cantoneses) | 7.234.800 (en Hong Kong) o ~8.600.000 (globalmente) |
| Tíbet (Xizang, Qinghai)        | Región autónoma del Tíbet; Provincia                           | Lhasa                | 1.948.400               | 8.806.722                    | Movimiento de Independencia del Tíbet                  | Etnia tibetana                                                     | ~6.300.000 (en China) o ~6.500.000 (globalmente)    |

## Movimientos
Más información: Áreas autónomas de la República Popular China, Región administrativa especial y Un país, dos sistemas

### Tíbet
Artículo principal: Movimiento de Independencia del Tíbet
Después del fallido levantamiento tibetano, algunos tibetanos siguieron al Dalai Lama hasta la India, estableciendo un gobierno en el exilio llamado Administración Central Tibetana.
El movimiento ya no es apoyado por el 14.º Dalai Lama, quien aunque lo defendió desde 1961 hasta finales de la década de 1970, propuso una especie de autonomía de alto nivel en un discurso en Estrasburgo en 1988, y desde entonces ha restringido su posición a la autonomía para el pueblo tibetano en la Región Autónoma del Tíbet dentro de China, o ampliar el área de la autonomía para incluir partes de las provincias vecinas de China habitadas por tibetanos.

### Sinkiang
Artículos principales: Conflicto en Sinkiang, Campamentos de reeducación de Xinjiang y Movimiento por la Independencia de Turquestán Oriental
Varios grupos de insurgencia armados están luchando contra el gobierno chino (RPC) en Xinjiang, a saber, el Partido Islámico del Turquestán y la Organización de Liberación del Turquestán Oriental, que algunas personas consideran que están asociados con Al-Qaeda y el Estado Islámico.